# Dispersión de Rayleigh

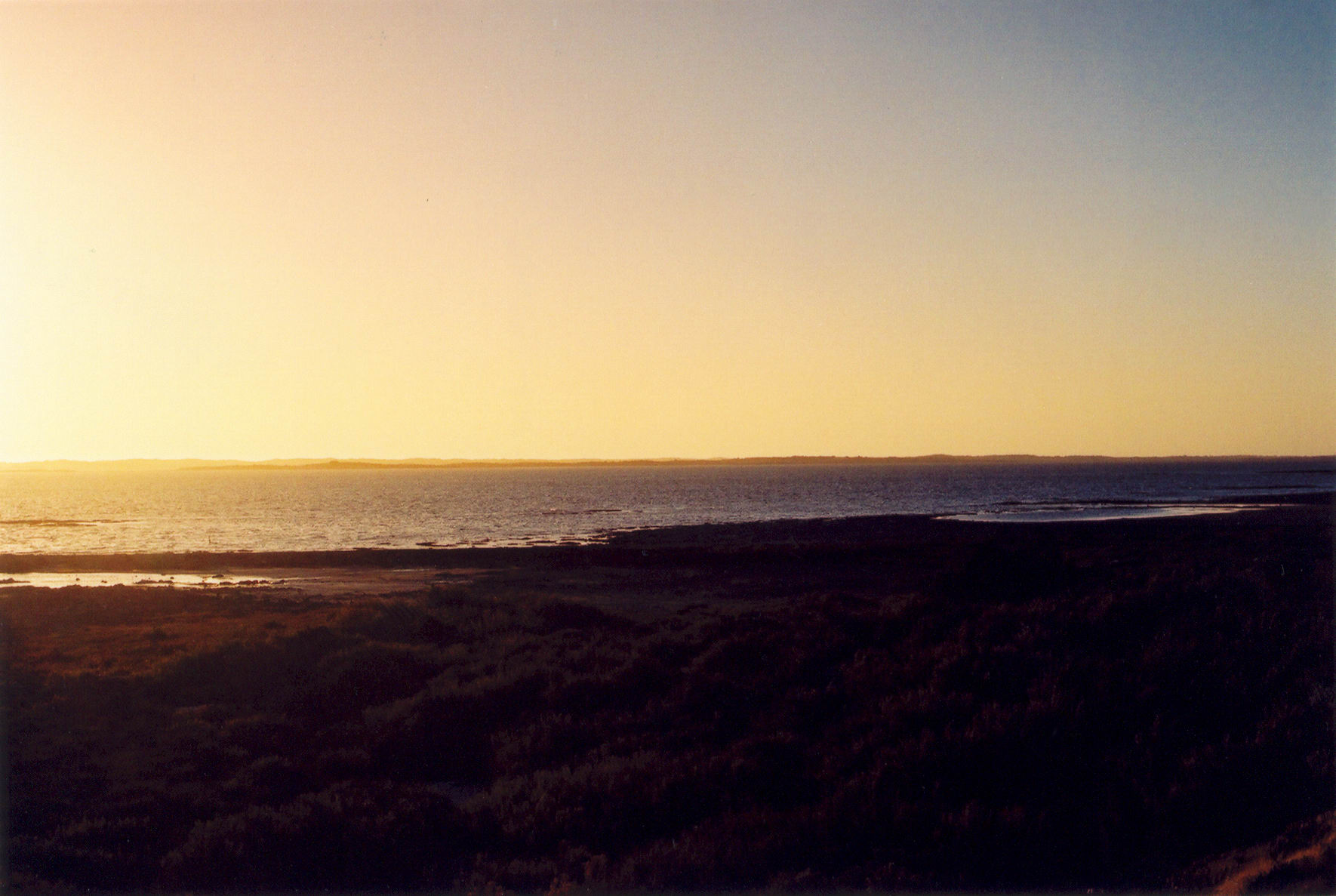
La dispersión de Rayleigh causa un enrojecimiento del cielo en la puesta de sol.

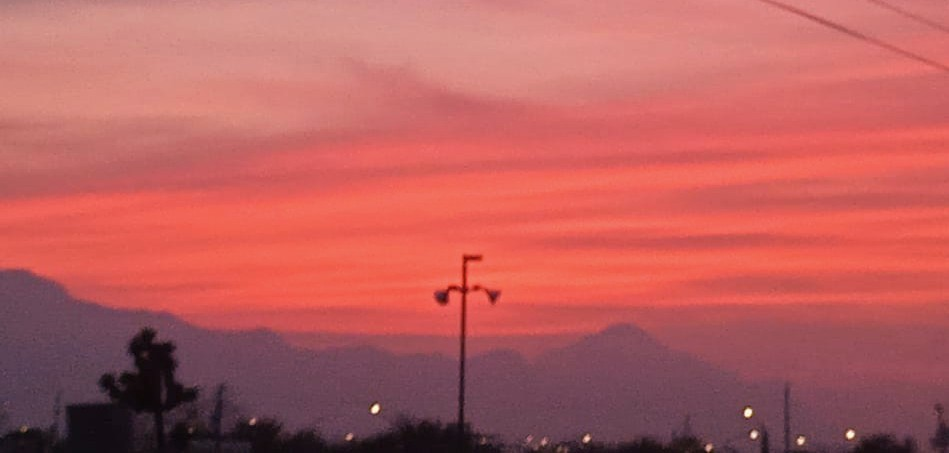
La dispersión de Rayleigh causa que las nubes aparezcan rosas/naranjas durante los amaneceres y los atardeceres.

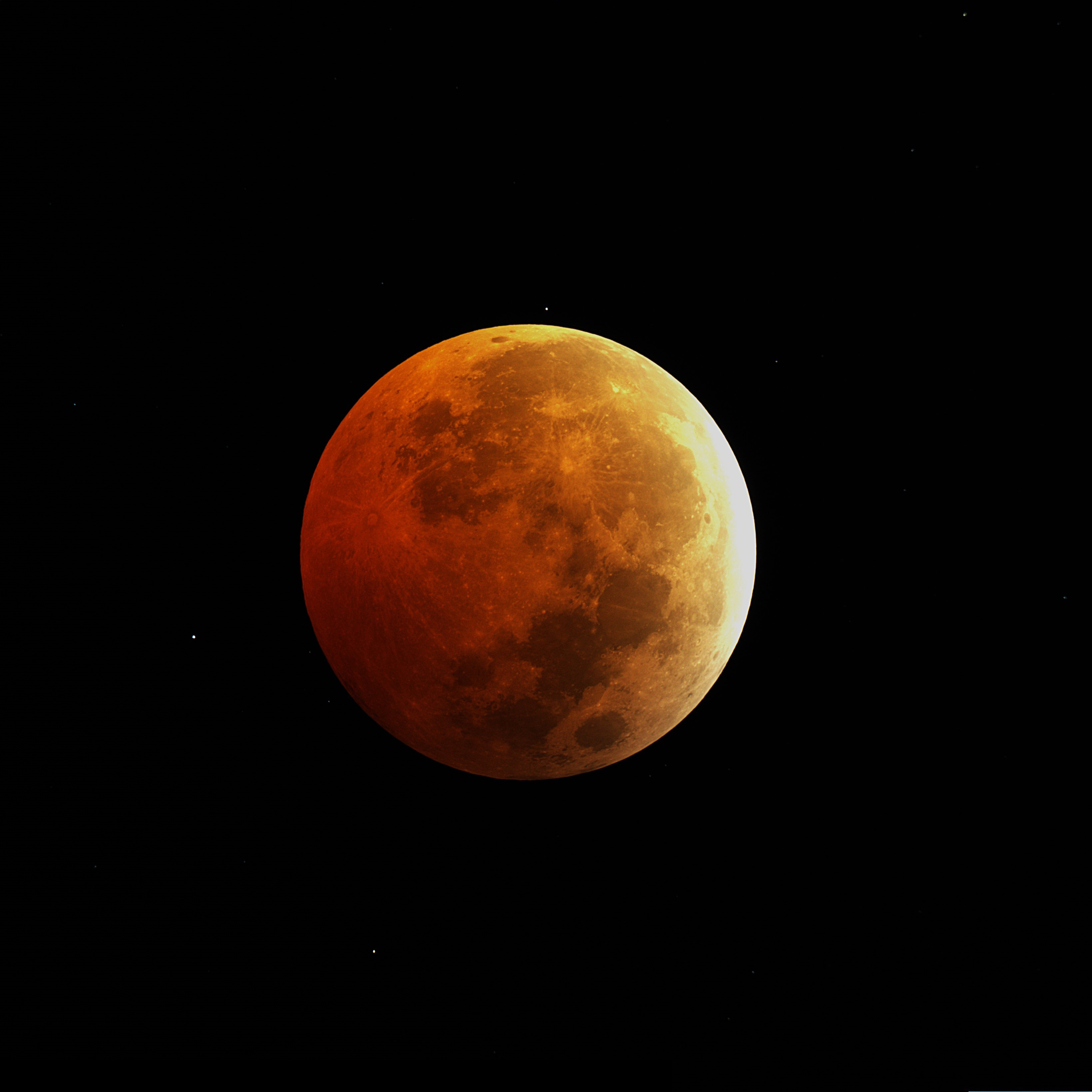
Dispersión de Rayleigh es un fenómeno que explica muchos fenómenos naturales, como la coloración que se observa durante un eclipse lunar.

La dispersión de Rayleigh [/ˈreɪli/  ] (nombre dado en honor a Lord Rayleigh (John William Strutt, tercer barón Rayleigh), que fue el primero en explicarla en 1871), también conocida como esparicimiento tipo Rayleigh, es la dispersión de la luz visible o cualquier otra radiación electromagnética por partículas cuyo tamaño es mucho menor que la longitud de onda de los fotones dispersados. Ocurre cuando la luz viaja por sólidos y fluidos transparentes, pero se ve con mayor frecuencia en los gases. La dispersión de Rayleigh de la luz solar en la atmósfera es la principal razón de que el cielo se vea azul.
Según el electromagnetismo clásico, la dispersión de Rayleigh es el resultado de la polarización eléctrica de las partículas. El campo eléctrico oscilatorio de una onda luminosa actúa sobre las cargas de las partículas provocando que oscilen en la misma frecuencia. La partícula se convierte en un pequeño dipolo radiante cuya radiación visible es la luz dispersada.
Desde un punto de vista semiclásico (cuántico) más moderno, la dispersión de Rayleigh puede considerarse la suma de una dispersión elástica pura (línea central de Cabannes) más una dispersión de Raman púramente rotacional con líneas que ocurren cerca de la línea de Cabannes.
Si bien el término dispersión está muy extendido en la literatura científica (junto con el anglicismo scattering, que a menudo se encuentra sin traducir en textos en español), el término recomendado por la Real Academia de Ciencias Exactas, Físicas y Naturales es esparcimiento, recomendando el uso de dispersión a la dispersión de la luz en los diversos colores que componen su espectro.
Si el tamaño de las partículas es mayor que la longitud de onda, la luz no se separa, no se dispersa en todas las longitudes de onda que la componen, como cuando al atravesar una nube, esta se ve blanca, lo mismo pasa cuando atraviesa los granos de sal y de azúcar. Para que la luz se disperse, el tamaño de las partículas debe ser similar o menor que la longitud de onda.
El grado de dispersión de Rayleigh que sufre un rayo de luz depende del tamaño de las partículas y de la longitud de onda de la luz; en concreto, del coeficiente de dispersión y por lo tanto la intensidad de la luz dispersada depende inversamente de la cuarta potencia de la longitud de onda, relación conocida como ley de Rayleigh-Jeans. La dispersión de luz por partículas mayores a un décimo de la longitud de onda se explica con la teoría de Mie, que es una explicación más general de la difusión de radiación electromagnética.
La intensidad I de la luz dispersada por una pequeña partícula en un haz de luz de longitud de onda λ e intensidad I0 viene dada por:
{\displaystyle I=I_{0}{\frac {(1+\cos ^{2}\theta )}{2R^{2}}}\left({\frac {2\pi }{\lambda }}\right)^{4}\left({\frac {n^{2}-1}{n^{2}+2}}\right)^{2}\left({\frac {d}{2}}\right)^{6}}
donde R es la distancia a la partícula, θ es el ángulo de dispersión, n es el índice de refracción de la partícula y d es el diámetro de la partícula.
En el caso de luz polarizada (y si no se puede generalizar) también lo podemos expresar:
{\displaystyle I=I_{0}|\sigma (\theta ,\phi )|^{2}{\frac {(2\pi )^{2}}{(\lambda R)^{2}}}}
{\displaystyle \sigma (\theta ,\phi )=A(\theta )\operatorname {sen}(\phi ){\hat {e}}_{\phi }+B(\theta )\cos(\phi ){\hat {e}}_{\theta }}
donde ahora, aparte de los símbolos anteriores tenemos el coeficiente de dispersión σ, y los ángulos en coordenadas esféricas θ y Φ. En estos, los vectores unitarios se definen respecto al plano que contiene al vector de dirección de propagación de la radiación y al vector que contiene la dirección de la polarización de la onda incidente. Aparte tenemos los coeficientes de la matriz de Jones perpendicular A(θ) y paralelo B(θ) al plano de esparcimiento o dispersión.
La distribución angular de la dispersión de Rayleigh, que viene dada por la fórmula (1+cos2θ), es simétrica en el plano perpendicular a la dirección de la luz incidente, por tanto la luz dispersada iguala a la luz incidente. Integrando el área de la esfera que rodea una partícula obtenemos la sección transversal de la dispersión de Rayleigh, σs:
{\displaystyle \sigma _{s}={\frac {2\pi ^{5}}{3}}{\frac {d^{6}}{\lambda ^{4}}}\left({\frac {n^{2}-1}{n^{2}+2}}\right)^{2}}
El coeficiente de dispersión de Rayleigh para un grupo de partículas es el número de partículas por unidad de volumen N veces la sección transversal. Como en todos los efectos de onda, en la dispersión incoherente las potencias son sumadas aritméticamente, mientras que en la dispersión coherente -como sucede cuando las partículas están muy cerca unas de otras- los campos son sumados aritméticamente y la suma debe ser elevada al cuadrado, para obtener la potencia final.
La fuerte dependencia de la dispersión con la longitud de onda (~λ-4) supone que en la atmósfera la luz azul y violeta de longitud de onda más corta se dispersará más que las longitudes de onda más larga (luz amarilla y especialmente la luz roja). En la atmósfera, esto provoca que los fotones de luz azul se dispersen mucho más que los de longitudes de onda mayores a 490 nm; por este motivo vemos el cielo azulado en todas direcciones (que en realidad es una mezcla de todos los colores dispersos, principalmente azul y verde) y solo lo vemos enrojecido cuando el Sol se encuentra próximo al horizonte, debido a que la luz atraviesa mucho más espesor de atmósfera más cercana a la superficie de la tierra, donde es más densa y los rayos que nos llegan están muy empobrecidos en fotones de luz de longitud de onda más corta (azul) y de longitud de onda media (verde), previamente dispersados de la ruta directa del observador. Por lo tanto, la luz restante no dispersada es principalmente de longitudes de onda más larga y parece más roja. Cabe destacar que, a pesar del uso del término fotón, la ley de dispersión de Rayleigh fue desarrollada antes de la invención de la mecánica cuántica y, por lo tanto, no se basa fundamentalmente en la teoría moderna sobre la interacción de la luz con la materia. No obstante, la dispersión de Rayleigh es una buena aproximación a la forma en que la luz es dispersada por partículas mucho más pequeñas que su longitud de onda.

## Historia
En 1849, el físico escocés James Clerk Maxwell  se preguntó si era posible obtener información sobre el funcionamiento de nuestra percepción visual mediante experimentos sencillos que no hicieran referencia alguna a la anatomía. Intrigado por el uso de peonzas de color de James David Forbes para crear la ilusión de un solo color con la mezcla de primarios, fabricó su propio aparato de color consistente en un conjunto de discos de papel de colores primarios fijados a una peonza de madera donde incorporaba un disco exterior y uno interior más pequeño que le permitía organizar los discos de papel para comparar mezclas de diferente color, permitiéndole obtener cualquier color arbitrario al girarlos.
Elaboró así las ecuaciones de color para la mezcla aditiva de colores que colocó en un triángulo de color con el rojo, verde y azul en las esquinas, precursoras del diagrama de cromaticidad del espacio de color CIE 1931.
En julio de 1870, John William Strutt se propuso replicar los experimentos de Maxwell con el fin de determinar su propio conjunto de coeficientes para las ecuaciones del color. Aunque sus propias mediciones corroboraron los hallazgos físico escocés, en su experimento del 23 de julio se dio cuenta de que para mezclar algunos colores tenía que utilizar una mayor proporción del disco rojo. Al revisar sus notas, encontró que todos los ensayos anteriores se habían realizado bajo un cielo nublado mientras que el 23 de julio fue un día completamente despejado, lo que dejó constancia, aparentemente, de la falta de rayos rojos en la luz del cielo.
En 1869, mientras se intentaba determinar si quedaba algún contaminante en el aire purificado que usaba para los experimentos infrarrojos, John Tyndall descubrió que la luz brillante que se dispersaba de las partículas nanoscópicas tenía un ligero tinte azul. Conjeturó que una dispersión similar de la luz solar le dio al cielo su tono azul, pero no pudo explicar la preferencia por la luz azul, ni el polvo atmosférico podría explicar la intensidad del color del cielo.
En 1871, Lord Rayleigh publicó dos artículos sobre el color y la polarización de la luz del cielo para cuantificar el efecto Tyndall en gotas de agua en términos de volúmenes de partículas diminutas e índices de refracción. En 1881, con el beneficio de la prueba de la naturaleza electromagnética de la luz de James Clerk Maxwell de 1865, demostró que sus ecuaciones se derivaban del electromagnetismo. En 1899, demostró que se aplicaban a moléculas individuales, con términos que contenían volúmenes de partículas e índices de refracción reemplazados por términos de polarizabilidad molecular.

## Del sonido en sólidos amorfos
La dispersión de Rayleigh también es un mecanismo importante de dispersión de ondas en sólidos amorfos como el vidrio, y es responsable de la amortiguación de ondas acústicas y la amortiguación de fonones en vidrios y materia granular a temperaturas bajas o no demasiado altas. Esto se debe a que en los vidrios a temperaturas más altas, el régimen de dispersión de tipo Rayleigh queda oscurecido por el amortiguamiento anarmónico (normalmente con una dependencia de ~λ−2 de la longitud de onda), que se vuelve cada vez más importante a medida que la temperatura sube
La dispersión de Rayleigh en gases, estrictamente hablando, es inducida por fluctuaciones dipolares microscópicas en el campo electromagnético de la luz visible. En sólidos amorfos, se han propuesto teorías que argumentan que la dispersión de tipo Rayleigh surge debido a la dispersión de ondas de fluctuaciones espaciales macroscópicas en el módulo de cizalladura elástico.
Más recientemente, sin embargo, se ha derivado una dependencia cuártica de tipo Rayleigh del coeficiente de amortiguamiento de la longitud de onda del sonido, ~λ−4, a partir de primeros principios basados en la dispersión de ondas a partir de movimientos microscópicos de los átomos o partículas (es decir, los bloques de construcción microscópicos del sólido), conocidos como movimientos "no afines", que son de importancia crucial para la elasticidad de los sólidos amorfos. El efecto ha sido derivado por Baggioli & Zaccone y confirmado numéricamente, de forma independiente, por Szamel & Flenner. El análisis numérico también ha revelado que la contribución de ~λ−4 de las fluctuaciones macroscópicas del módulo de corte es cuantitativamente insignificante en comparación con la contribución de ~λ−4 de dispersión de movimientos no afines. Además, la teoría microscópica es capaz de recuperar el cruce de la dispersión de tipo difusivo ~λ−2 que domina en vectores de onda más bajos al tipo Rayleigh ~λ− 4 dispersión en vectores de onda más altos.

## En materiales porosos

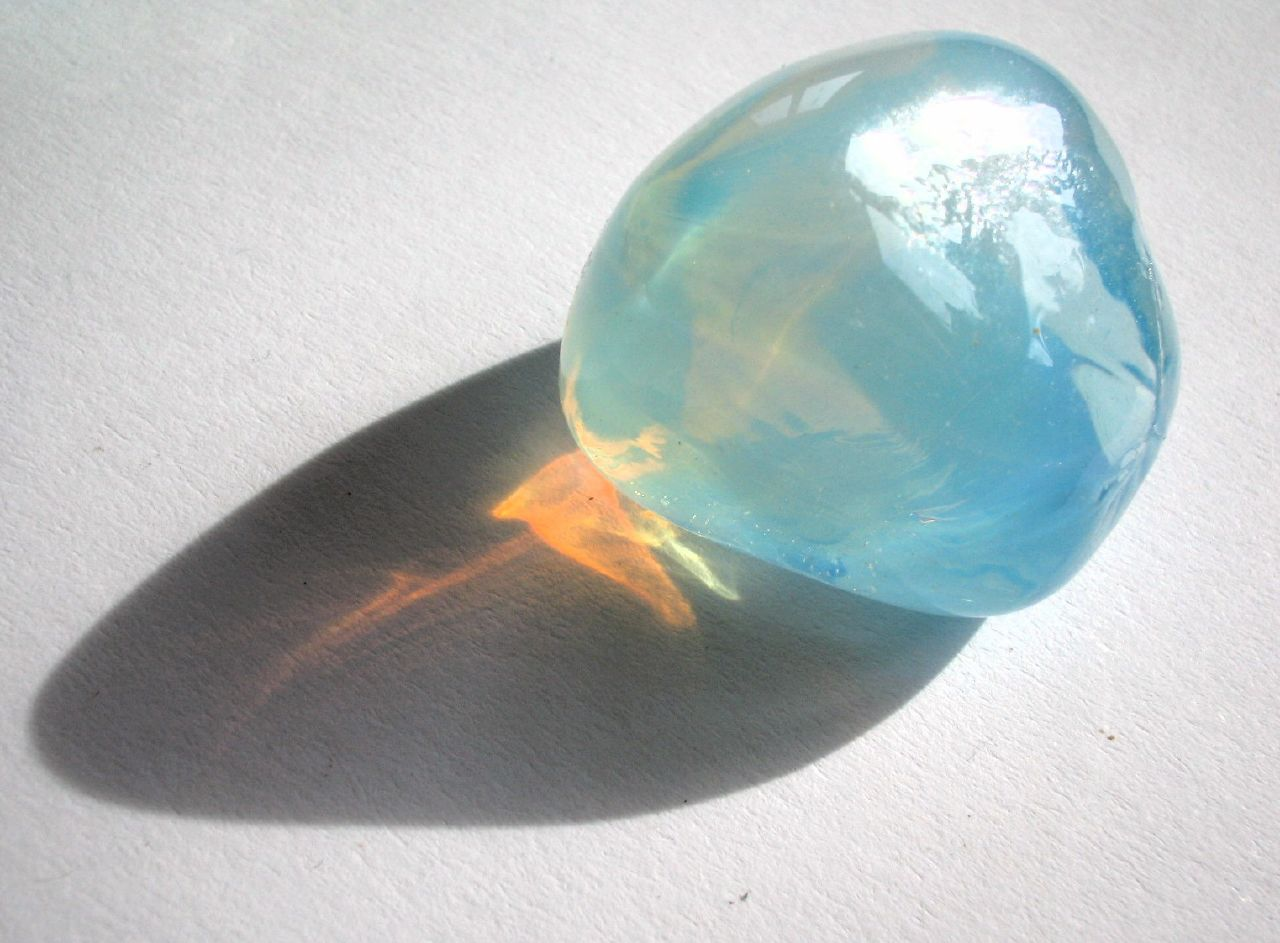
Dispersión de Rayleigh en un cristal opalescente: se ve de color azul por el costado, pero la luz que pasa a través de él es naranja.

La dispersión de tipo Rayleigh λ−4 también puede ser exhibida por materiales porosos. Un ejemplo es la fuerte dispersión óptica de los materiales nanoporosos. El fuerte contraste en el índice de refracción entre los poros y las partes sólidas de alúmina sinterizada da como resultado una dispersión muy fuerte, con luz que cambia completamente de dirección cada cinco micrómetros en promedio. La dispersión de tipo λ−4 es causada por la estructura nanoporosa (una distribución estrecha del tamaño de los poros alrededor de ~70nm) obtenida mediante sinterización polvo de alúmina monodispersiva.

## Para más información
- C.F. Bohren, D. Huffman, Absorption and scattering of light by small particles, John Wiley, New York 1983. Contains a good description of the asymptotic behavior of Mie theory for small size parameter (Rayleigh approximation).
- Ditchburn, R.W. (1963). Light (2nd edición). London: Blackie & Sons. pp. 582–585. ISBN 978-0-12-218101-6. (requiere registro).
- Chakraborti, Sayan (September 2007). «Verification of the Rayleigh scattering cross section». American Journal of Physics 75 (9): 824-826. Bibcode:2007AmJPh..75..824C. S2CID 119100295. arXiv:physics/0702101. doi:10.1119/1.2752825.
- Ahrens, C. Donald (1994). Meteorology Today: an introduction to weather, climate, and the environment (5th edición). St. Paul MN: West Publishing Company. pp. 88–89. ISBN 978-0-314-02779-5.
- Lilienfeld, Pedro (2004). «A Blue Sky History». Optics and Photonics News 15 (6): 32-39. doi:10.1364/OPN.15.6.000032. Gives a brief history of theories of why the sky is blue leading up to Rayleigh's discovery, and a brief description of Rayleigh scattering.